# Yuhi Takemoto
Yuhi Takemoto (竹本 雄飛 Takemoto Yuhi?), född 19 augusti 1997 i Hiroshima prefektur, är en japansk fotbollsspelare.
Takemoto började sin karriär 2020 i Roasso Kumamoto.